# Kylähullut
Kylähullut är ett finskt speedmetal-, punk- och crossoverband med finska texter. Bandet består av Vesku Jokinen (Klamydia) på sång, Alexi Laiho (Children Of Bodom, Sinergy) på gitarr och Tomni Lillman (HateFrame) på bas och trummor. Kylähullut är finska och betyder byfånar.